# 15786 Hoshioka
15786 Hoshioka eller 1993 RS är en asteroid i huvudbältet som upptäcktes den 15 september 1993 av de båda japanska astronomerna Kazuro Watanabe och Kin Endate vid Kitami-observatoriet. Den är uppkallad efter förskolan Hoshioka.
Asteroiden har en diameter på ungefär 4 kilometer och den tillhör asteroidgruppen Hungaria.